# Стаффорд, Хамфри, граф Стаффорд
Хамфри Стаффорд (англ. Humphrey Stafford; ок. 1424 — ок. 1459) — граф Стаффорд, сын Хамфри Стаффорда, 1-го герцога Бекингема, и Анны Невилл, дочери Ральф де Невилла, 1-го графа Уэстморленда.

## Биография
Хамфри родился около 1424 года. Как наследник отца он носил титул учтивости «граф Стаффорд».
Близкий родственник короля Англии Генриха VI, Хамфри, как и отец, был сторонником Ланкастеров. Кроме того, в 1444 году Хамфри женился на Маргарет Бофорт, дочери герцога Сомерсета Эдмунда Бофорта, одного из ближайших соратников короля.
В начавшейся войне Алой и Белой розы Хамфри, как и его отец, держал сторону Ланкастеров. Вместе с отцом он 22 мая 1455 года в составе ланкастерской армии принял участие в Первой битве при Сент-Олбансе, которую выиграли Йорки. В этой битве Хамфри был ранен стрелой в руку. После этого упоминания о нём исчезают. Вероятно после битвы Хамфри прожил несколько лет. Он умер около 1459 года, оставив сына Генри.

## Брак и дети
Жена: с 1444 Маргарет Бофорт (до 1439—1474), дочери Эдмунда Бофорта, 2-го герцога Сомерсета, и Элеанор Бошан, дочери Ричарда де Бошан, 13-го графа Уорика. Дети:
- Генри (4 сентября 1455 — 2 ноября 1483), 8-й барон Стаффорд, 8-й барон Одли, 7-й граф Стаффорд, 2-й граф Бекингем и 2-й герцог Бекингем с 1460
- Хамфри (ум. в младенчестве)[4]
- дочь[5]
- дочь[5]

После смерти мужа Маргарет вышла замуж вторично — за сира Ричарда Дайрелла.